# Manatsu Mukaida
Manatsu Mukaida (向田茉夏, Mukaida Manatsu), née le 10 mai 1996 à Kasugai, dans la préfecture d'Aichi, au Japon, est une chanteuse, idole japonaise du groupe de J-pop SKE48.